# Fucked Up!
Fucked Up! è il terzo album in studio del guitar hero giapponese Kuni pubblicato nel 2000 per l'etichetta discografica Zain Records Inc.

## Tracce
1. Untouchable
2. Tear It Down
3. Cybernation Jam
4. Hard Life
5. Brother to Brother
6. Mystify Guitars
7. Spy Vs. Spy
8. I'm No Fool
9. Brite Lites
10. Acoustic Piece 2
11. I'll Wait for You

## Formazione
- Kuni Takeuchi - chitarre
- Dennis St.James - voce nelle tracce 1,5,7
- Chris Kory - voce nelle tracce 2,4
- Jack James - voce nelle tracce 8,9,11
- Eric Singer - batteria nelle tracce 1,5,7,8,11
- Paul Cancilla - batteria nelle tracce 2,4
- Pon Yamaguchi - batteria nelle tracce 3,6
- Larry Cornwall - batteria nella traccia 9
- Billy Sheehan - basso nelle tracce 3,6
- Dave Spitz - basso nelle tracce 1,2,5,7,8,11
- Paul Stanley - basso nella traccia 9
- Tak Matsumoto - chitarra nelle tracce 3,6
- Ryo Okumoto - tastiere nella traccia 11